# Panelus orousseti
Panelus orousseti är en skalbaggsart som beskrevs av Renaud Maurice Adrien Paulian 1981. Panelus orousseti ingår i släktet Panelus och familjen bladhorningar. Inga underarter finns listade i Catalogue of Life.